# 2000
2000 (MM) je bilo prestopno leto, ki se je po gregorijanskem koledarju začelo na soboto. Leto je bilo proglašeno za Mednarodno leto za kulturo miru in Mednarodno leto matematike.

## Dogodki

### Januar – junij
- 1. januar – 
  - večina Zemljanov je praznovala začetek tretjega tisočletja, čeprav se je začelo šele leta 2001.
  - hrošč tisočletja povzroči težave z datumsko matematiko v neposodobljenih računalniških sistemih širom sveta, a brez katastrofalnih posledic, ki so jih napovedovali nekateri.
- 18. januar – meteorit Tagish Lake pade na območje jezera Tagish Lake v Britanski Kolumbiji (Kanada).
- 30. januar – zaradi popustitve zadrževalnika pri rudniku zlata blizu mesta Baia Mare v Romuniji se 100.000 m³ vode, kontaminirane s cianidom, izlije v reko Tiso – najhujša ekološka katastrofa v Evropi po černobilski.
- 8. februar – prične se obilno deževje v Mozambiku in v naslednjih tednih povzroči obsežne poplave, ki prizadenejo 1400 km² obdelovalnih površin in zahtevajo 800 žrtev.
- 18. februar – Stjepan Mesić postane predsednik Hrvaške.
- 4. marec – na Japonskem pride v prodajo PlayStation 2, najbolj prodajana igralna konzola vseh časov.
- 9. marec – zagnan je projekt brezplačne spletne enciklopedije Nupedie, znane kot predhodnice Wikipedije.
- 10. marec – vrhunec t. i. dot-com balona, ameriški borzni indeks NASDAQ doseže vrh pri 5132,52 točkah.
- 3. april – ameriško okrožno sodišče v Washingtonu razsodi, da je podjetje Microsoft kršilo protimonopolno zakonodajo z onemogočanjem konkurence na trgu programske opreme za osebne računalnike.
- 5. maj – konjunkcija Merkurja, Venere, Zemlje, Marsa, Jupitra in Saturna, hkrati je Luna v mlaju.
- 7. maj – Vladimir Putin postane predsednik Rusije.
- 25. maj – Izrael 22 let po invaziji na Libanon umakne preostanek svojih sil iz te države.
- 1. junij – v Hannovru, Nemčija, je odprta svetovna razstava Expo 2000.
- 13. junij – prvič se sestaneta predsednika Južne in Severne Koreje.

### Julij – december
- 1. julij – odprt je Øresundski most prek ožine Øresund med Dansko in Švedsko.
- 2. julij – Evropsko prvenstvo v nogometu se konča z zmago francoske reprezentance.
- 10. julij – Bašar al Asad postane predsednik Sirije.
- 14. julij – najmočnejši Sončev izbruh od leta 1989 povzroči geomagnetno nevihto na Zemlji.
- 25. julij – reaktivno potniško letalo Concorde na letu 4590 družbe Air France strmoglavi kmalu po vzletu iz Pariza, pri čemer umre vseh 109 ljudi na krovu in štirje na tleh.
- 12. avgust – zaradi eksplozije torpeda na krovu se potopi ruska podmornica Kursk z vsemi 118 člani posadke.
- 14. avgust – sinoda Ruske pravoslavne cerkve kanonizira carja Nikolaja in njegovo družino.
- 27. avgust – zaradi požara v moskovskem televizijskem stolpu Ostankino umrejo trije ljudje, moten je radijski in televizijski sprejem v mestu.
- 6. – 8. september – na Milenijskem vrhu na sedežu OZN v New Yorku se zberejo državni voditelji z vsega sveta in razpravljajo o vlogi te organizacije na prelomu tisočletja.
- 5. oktober – v Beogradu več sto tisoč ljudi demonstrira zaradi odločitve Slobodana Miloševića da ne prizna poraza v prvem krogu predsedniških volitev, s čimer ga prisilijo v odstop.
- 15. september – 1. oktober – v avstralskem Sydneyju potekajo 27. poletne olimpijske igre.
- 12. oktober – dva samomorilska napadalca, člana Al Kaide, se razstrelita ob ameriškem rušilcu USS Cole v adenskem pristanišču in ga močno poškodujeta, pri čemer umre tudi 17 članov posadke.
- 15. oktober – na državnozborskih volitvah v Sloveniji prejme največ glasov Liberalna demokracija Slovenije.
- 21. oktober – voditelji 15 držav članic Arabske lige se sestanejo na vrhu v Kairu.
- 2. november – 
  - na Mednarodno vesoljsko postajo prispe prva stalna posadka.
  - Zvezna republika Jugoslavija je priznana kot naslednica SFRJ in sprejeta v OZN.
- 11. november – tragedija v Kaprunu: v požaru na vzpenjači v avstrijskem Kaprunu umre 155 smučarjev.
- 17. november – izpod Mangarta se sproži velik plaz in močno poškoduje Log pod Mangartom.
- 13. december – volitve za predsednika ZDA, George W. Bush proti Alu Goreu: Vrhovno sodišče ZDA prekine ponovno štetje glasov, s tem postane Bush novi predsednik.
- 15. december – ugasnjen je tretji, zadnji reaktor jedrske elektrarne v Černobilu, elektrarna pa popolnoma zaprta.
- 31. december – konec drugega tisočletja.

## Svetovna populacija
| Svetovna populacija | Svetovna populacija | Svetovna populacija | Svetovna populacija | Svetovna populacija | Svetovna populacija | Svetovna populacija | Svetovna populacija |
|                     | 2000                | 1995                | 1995                | 1995                | 2005                | 2005                | 2005                |
| ------------------- | ------------------- | ------------------- | ------------------- | ------------------- | ------------------- | ------------------- | ------------------- |
| Svet                | 6.070.581.000       | 5.674.380.000       | 396.201.000         | +6,98 %             | 6.453.628.000       | 383.047.000         | +6,31 %             |
| Afrika              | 795.671.000         | 707.462.000         | 88.209.000          | +12,47 %            | 887.964.000         | 92.293.000          | +11,60 %            |
| Azija               | 3.679.737.000       | 3.430.052.000       | 249.685.000         | +7,28 %             | 3.917.508.000       | 237.771.000         | +6,46 %             |
| Evropa              | 727.986.000         | 727.405.000         | 581.000             | +0,08 %             | 724.722.000         | 3.264.000           | -0,45 %             |
| Južna Amerika       | 520.229.000         | 481.099.000         | 39.130.000          | +8,13 %             | 558.281.000         | 38.052.000          | +7,31 %             |
| Severna Amerika     | 315.915.000         | 299.438.000         | 16.477.000          | +5,50 %             | 332.156.000         | 16.241.000          | +5,14 %             |
| Oceanija            | 31.043.000          | 28.924.000          | 2.119.000           | +7,33 %             | 32.998.000          | 1.955.000           | +6,30 %             |

## Rojstva
- 9. marec – Nika Križnar, slovenska smučarska skakalka
- 15. marec – Kristian Kostov, bolgarski pevec
- 26. april – Timi Zajc, slovenski smučarski skakalec
- 5. december – Medard Brezovnik, slovenski smučarski skakalec

## Smrti
- 15. januar – Željko Ražnatović, srbski paravojaški vojskovodja, poslovnež in politik (* 1952)
- 17. januar – Andrej Hieng, slovenski pisatelj in dramatik (* 1925)
- 11. februar – Roger Vadim, francoski filmski režiser, scenarist in producent (* 1928)
- 19. februar – Friedensreich Hundertwasser, avstrijski umetnik (* 1928)
- 6. april – Habib Bourguiba, tunizijski politik (* 1903)
- 4. maj – Aleksander Iljič Ahiezer, ruski fizik (* 1911)
- 21. maj – Barbara Cartland, angleška pisateljica (* 1901)
- 1. junij – Tito Puente, ameriški glasbenik (* 1923)
- 10. junij – Hafez al Asad, sirski častnik in politik (* 1930)
- 14. junij – Lojze Vodovnik, slovenski elektrotehnik (* 1933)
- 1. julij – Walter Matthau, ameriški igralec (* 1920)
- 31. julij – Hendrik Christoffel van de Hulst, nizozemski astronom (* 1918)
- 5. avgust – Alec Guinness, angleški igralec (* 1912)
- 9. avgust – John Harsanyi, madžarsko-avstralsko-ameriški ekonomist, nobelovec (* 1920)
- 9. september – Herbert Friedman, ameriški fizik (* 1916)
- 20. september – German Stepanovič Titov, ruski kozmonavt (* 1935)
- 28. september – Pierre Trudeau, kanadski politik (* 1919)
- 4. oktober – Michael Smith, britansko-kanadski kemik, nobelovec (* 1932)
- 9. oktober – Charles Hartshorne, ameriški filozof in teolog (* 1897)
- 15. oktober – Konrad Emil Bloch, nemško-ameriški biokemik, nobelovec (* 1912)
- 30. oktober – Anton Polenec, slovenski zoolog (* 1910)
- 17. november – Louis Eugène Félix Néel, francoski fizik, nobelovec (* 1904)
- 15. december – George Eric Deacon Alcock, angleški učitelj in ljubiteljski astronom (* 1912)
- 25. december – Willard Van Orman Quine, ameriški filozof in logik (* 1908)

## Nobelove nagrade
- Fizika – Žores Ivanovič Alfjorov, Herbert Kroemer in Jack St. Clair Kilby
- Kemija – Alan J. Heeger, Alan G. MacDiarmid in Hideki Širakava
- Fiziologija ali medicina – Arvid Carlsson, Paul Greengard in Eric R. Kandel
- Književnost – Gao Ksingžian
- Mir – Kim Dae Jung
- Ekonomija – James Heckman in Daniel McFadden